# Evald Uggla (1920–1991)
Evald Göran Uggla, född 27 maj 1920 i Uppsala, död 18 mars 1991 i Kimstad, var en svensk friherre, botaniker, tecknare och grafiker.
Uggla blev filosofie doktor 1958 och tjänstgjorde som docent i skogsbotanik vid Skogshögskolan. Vid sidan av sitt arbete var han verksam som konstnär och genom att han var biolog och ständigt vistades i naturen består hans konst av djur, växter och landskapsskildringar utförda som teckningar eller torrnålsgravyrer. Som illustratör medverkade han i några tryckta publikationer. 
Evald Uggla var son till friherre Evald E:son Uggla och Kitty Thoresen och från 1950 gift med pedagogen Jane af Sandeberg (1926–2021). Makarna är begravna på Kimstads kyrkogård.